# 옴니 에어 인터내셔널
옴니 에어 인터내셔널(영어:  Omni Air International)는 미국의 전세 항공사로 본사는 미국 오클라호마주 털사에 위치해 있으며 1983년에 설립했다. 또한 사용하고 있는 허브 공항으로 털사 국제공항이 있다.

## 역사
옴니 에어 인터내셔널은 옴니 항공 트랜스포트로 1983년 설립 했으며 이 항공사는 안보의 기업 고객 및 의료 수송기 서비스를 제공했다. 1993년, 보잉 727의 화물기를 구입하고 옴니 에어 익스프레스로 운영하고 있다. 화물 사업에 더욱 성장되면서 1997년에 맥도넬더글러스 DC-10-30 구입했으며 그와 동시에 현재의 사명으로 변경했다. 1999년 에어 포스 원 국방의 미국과 군사 전송의 전 세계 구현했다. 이들은 특히 시간 동안 세 번째 걸프 전쟁에서 독일을 포함하여 2003년에 프랑크푸르트 한 공항에 상륙했다.

## 보유 기종
- 2020년 7월 기준으로 옴니 에어 인터내셔널은 다음과 같은 기종을 보유하고 있으며 평균 기령은 20.2년이다.[1][2]

## 사진

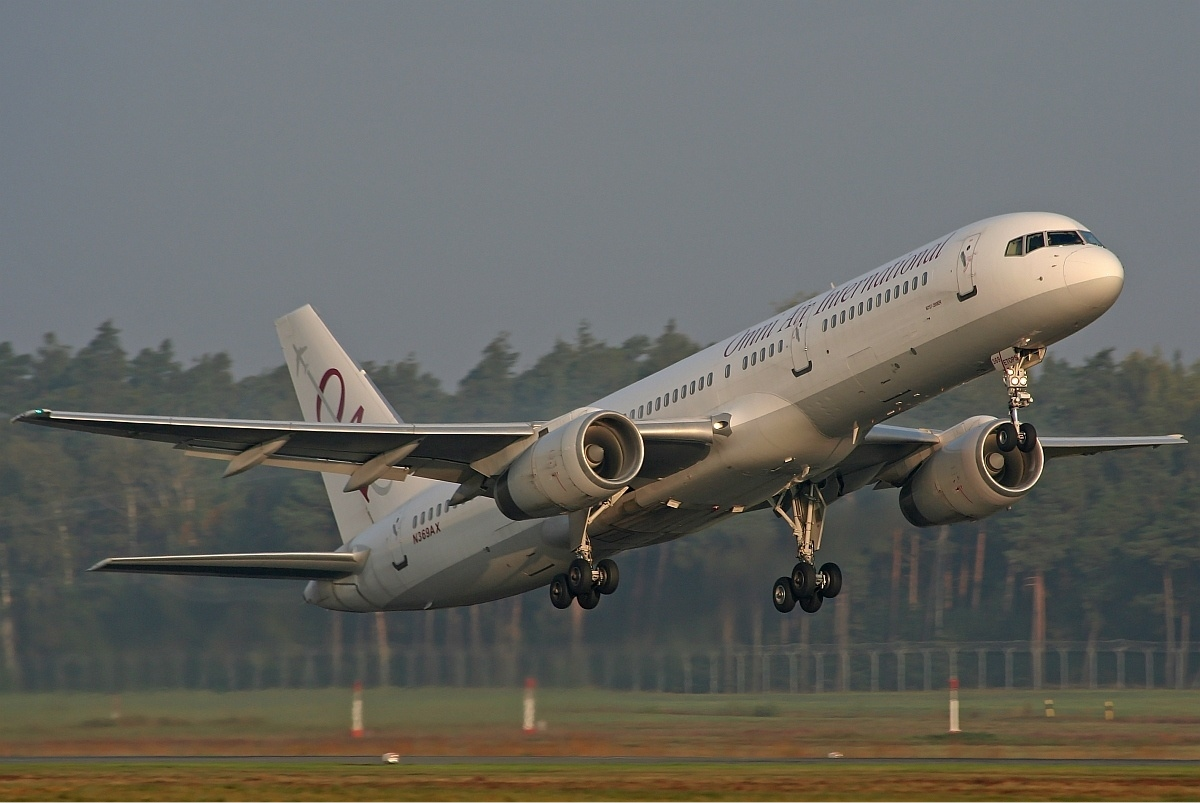
옴니 에어 인터내셔널의 보잉 757-200 (퇴역)
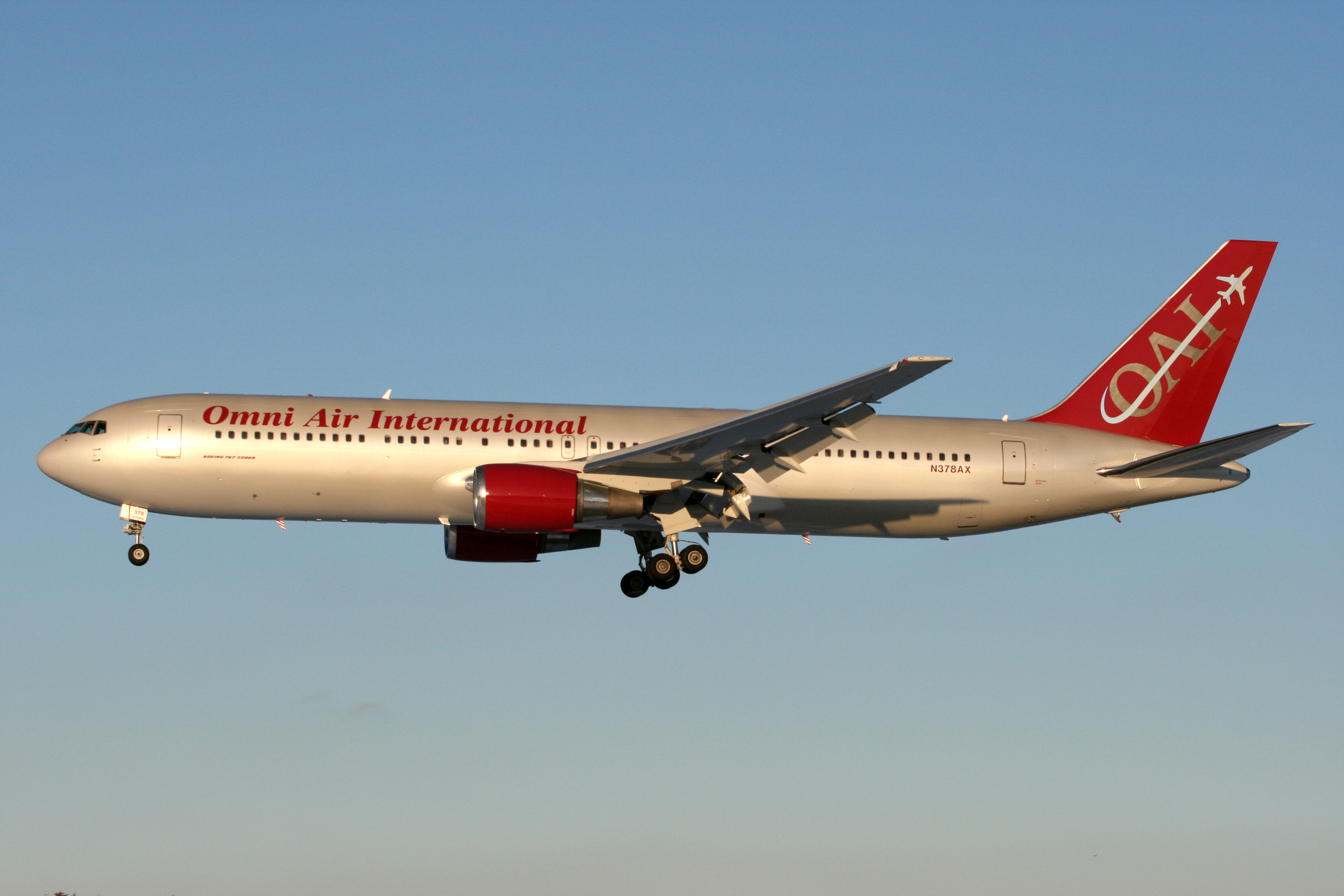
옴니 에어 인터내셔널의 보잉 767-300ER
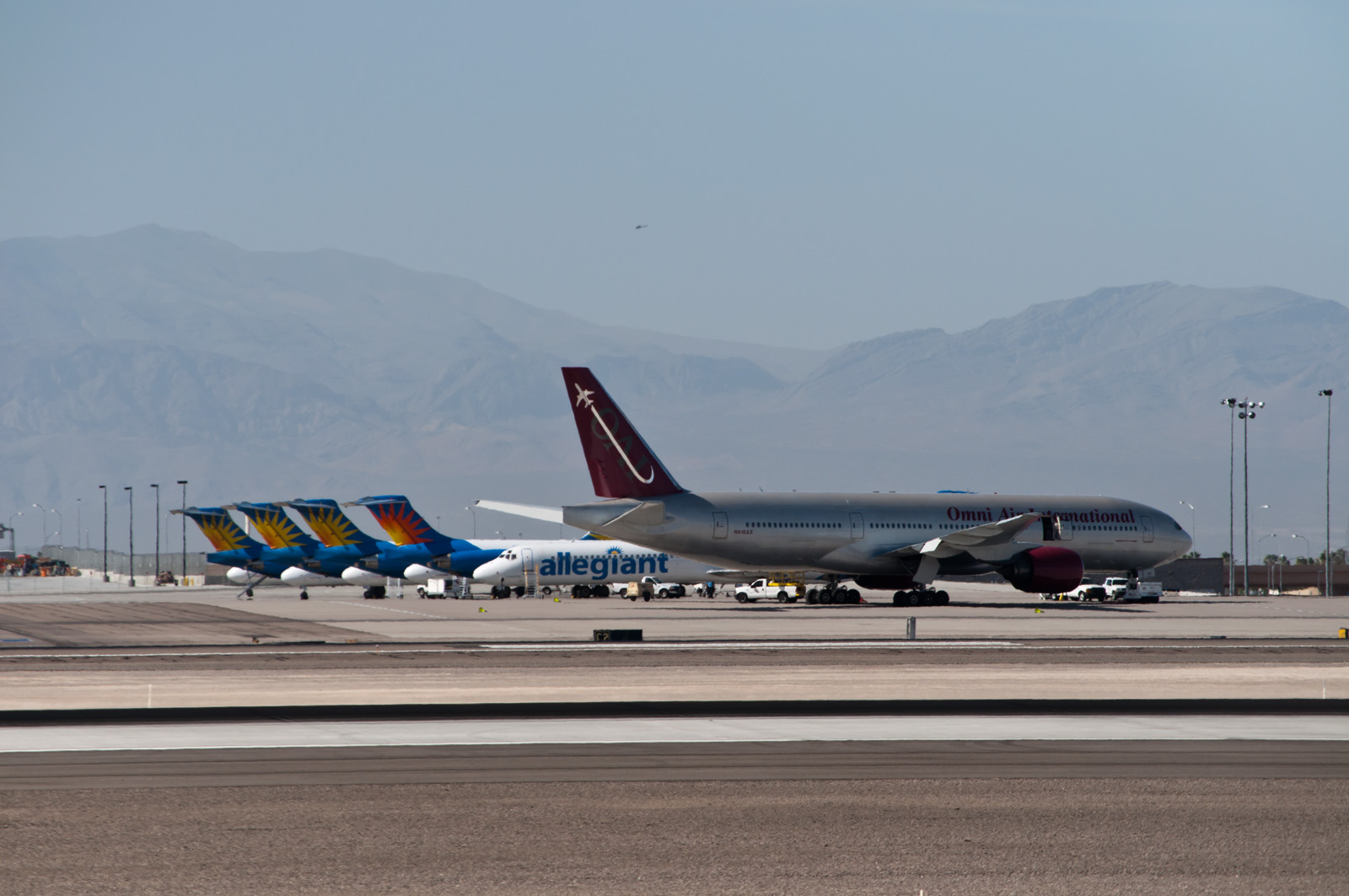
옴니 에어 인터내셔널의 보잉 777-200ER
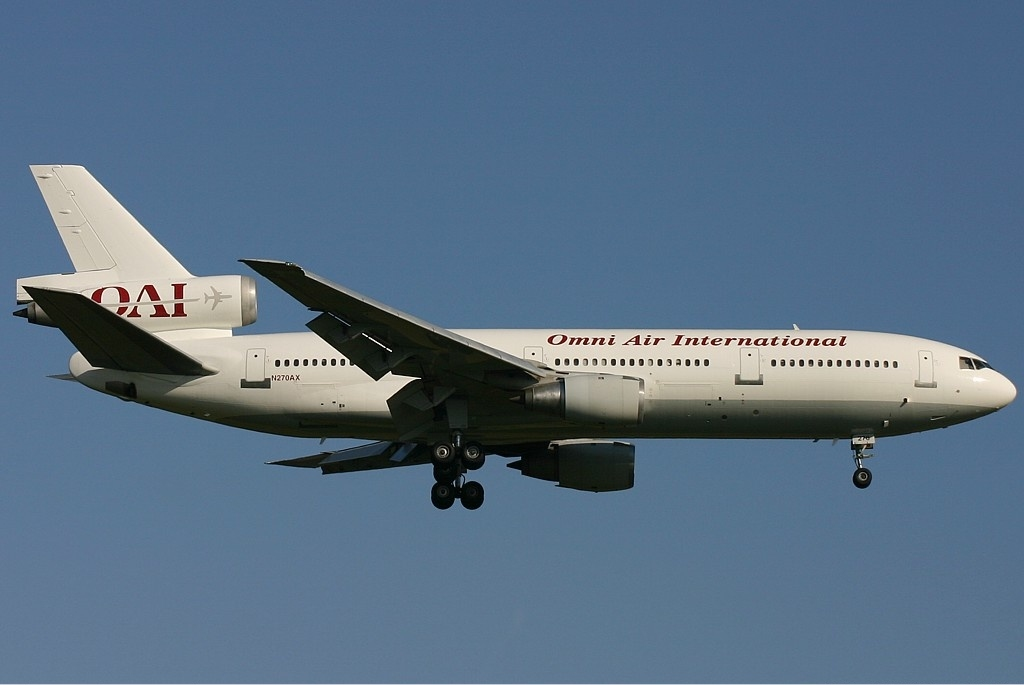
옴니 에어 인터내셔널의 맥도널 더글러스 DC-10-30 (퇴역)